# اجوتریک
اجوتریک (به اسپانیایی: Ajuterique) یک منطقهٔ مسکونی در هندوراس است که در استان کومایاگوآ واقع شده‌است.

## خصوصیات
اجوتریک ۹٬۱۱۳ نفر جمعیت دارد.